# Twin Sisters
Twin Sisters (De Tweeling) è un film del 2002 diretto da Ben Sombogaart, basato su un romanzo del 1993. Fu candidato all'Oscar al miglior film straniero.

## Trama
Anna e Lotte sono due sorelle gemelle tedesche separate durante la loro infanzia negli anni venti. Le gemelle crescono anche separatamente, Anna in Germania, in una famiglia di contadini nella quale viene maltrattata, mentre Lotte nei Paesi Bassi, in una famiglia agiata. Si ritroveranno ad inizio della Seconda guerra mondiale, ma si separarono subito dopo. La guerra lascia rancori tra le due sorelle, perché Lotte si fidanza con un ragazzo ebreo, internato poi ad Auschwitz, mentre Anna con un giovane ufficiale delle SS, anch'egli ucciso da una granata. Anna e Lotte si incontreranno nuovamente in vecchiaia.

## Riconoscimenti
- Premio Oscar
  - Candidatura Miglior film straniero